# Simone Padoin
Simone Padoin (Gemona del Friuli, 18 marzo 1984) è un allenatore di calcio ed ex calciatore italiano, di ruolo centrocampista o difensore, tecnico della squadra under 20 della Juventus.
Durante la sua carriera ha vinto una Coppa Italia Primavera, cinque scudetti consecutivi, due Coppe Italia, tre Supercoppe italiane e un campionato di Serie B. Con la nazionale italiana under 19 è stato campione d'Europa di categoria nel 2003.

## Biografia
Tifoso dell'Udinese, è sposato e padre di tre figli.

## Caratteristiche tecniche
Jolly di centrocampo, nasce nelle giovanili dell'Atalanta come terzino, ruolo che continuerà a ben interpretare anche nel prosieguo della carriera, pur se sovente verrà dirottato a centrocampista centrale, mediano ed esterno. La sua duttilità ha spesso riscosso apprezzamenti da parte degli allenatori.

## Carriera

### Giocatore

#### Club

##### Gli inizi, Atalanta e Vicenza
Cresciuto calcisticamente nella società Donatello di Udine, in seguito si mette in luce nelle giovanili dell'Atalanta, con la quale conquista una Coppa Italia Primavera. Senza aver mai esordito con la prima squadra degli orobici, nell'estate 2003 passa al Vicenza con la formula della compartecipazione, insieme al compagno Julien Rantier, nell'ambito del trasferimento di Antonino Bernardini e Michele Marcolini ai bergamaschi.
In Veneto, alla sua prima esperienza in un campionato di Serie B colleziona 23 presenze e 1 gol. Nella successiva stagione, dopo un inizio incerto, risulta uno dei giocatori più utilizzati e duttili (33 presenze), venendo a più riprese impiegato dall'allenatore Maurizio Viscidi nel ruolo di terzino. Nella stagione successiva si conferma giocando 35 partite, con un gol, e venendo impiegato sia come esterno di centrocampo sia come terzino. All'inizio della stagione 2006-2007 viene nuovamente impiegato da terzino, ma dopo l'esonero di Giancarlo Camolese, il sostituto Angelo Gregucci lo riporta a centrocampo, mettendo a referto 37 presenze e 4 gol.

##### Ritorno all'Atalanta

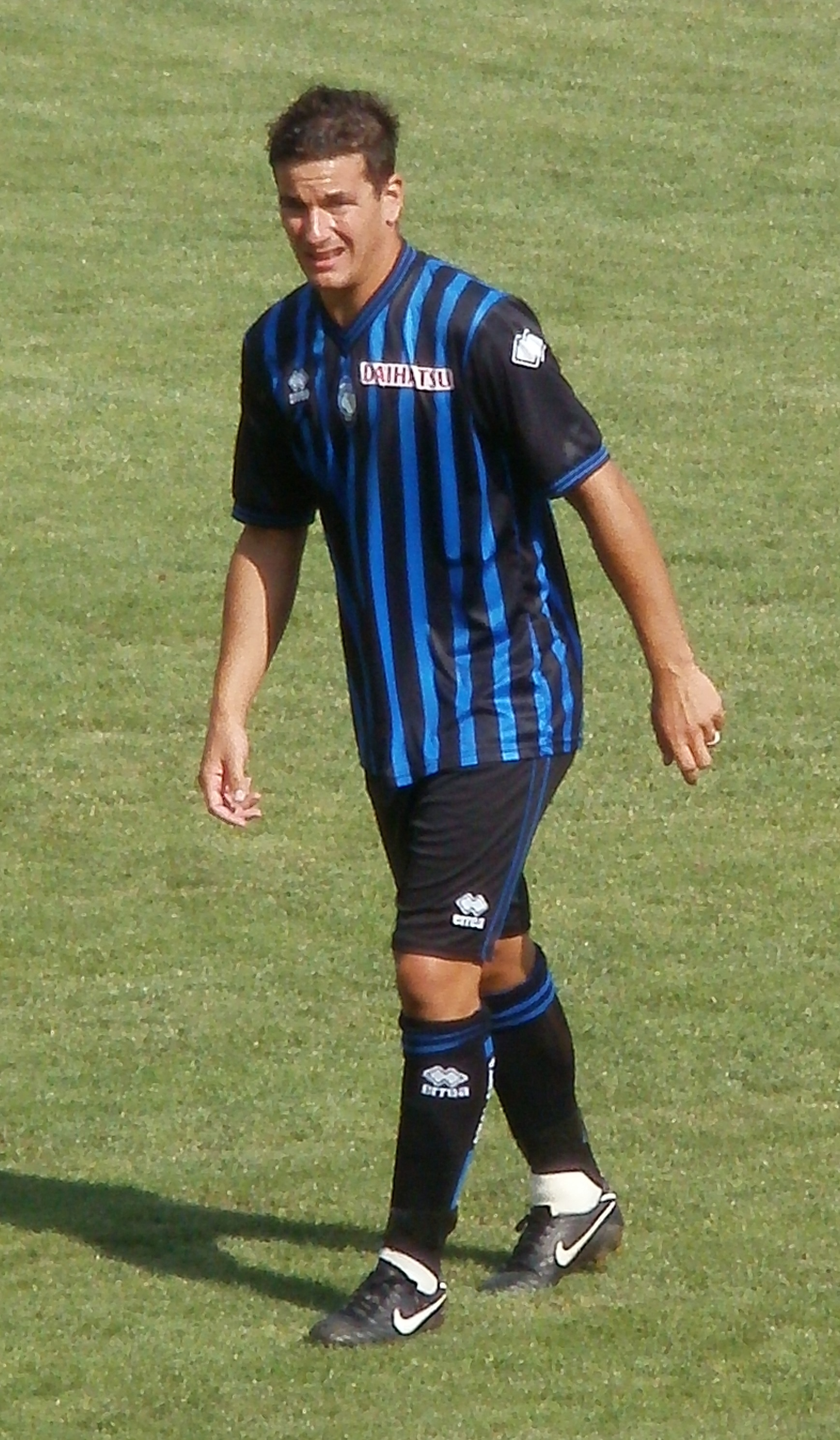
Padoin all'Atalanta nel 2010

Nell'estate 2007 torna all'Atalanta in comproprietà. Il 5 gennaio 2008, le buone prestazioni fornite nella prima parte di stagione convincono la società a riscattare completamente il cartellino del giocatore, che torna così a essere interamente di proprietà della squadra bergamasca. Il 16 marzo segna i suoi primi gol in A, una doppietta nella gara vinta 4-1 contro l'Empoli, per poi ripetersi contro il Livorno alla terzultima giornata di campionato. Nella stagione successiva diventa titolare fisso della squadra, impegnato sia come esterno sinistro di centrocampo sia sulla mediana. Realizza una rete contro il Siena alla prima giornata, e si ripete contro il Lecce siglando una doppietta.
La stagione 2009-2010 vede Padoin schierato stabilmente in mezzo al campo insieme a Tiberio Guarente, risultando essere il giocatore più impiegato nella stagione dei nerazzurri. Nel corso di questa stagione va in rete due volte, entrambe nel girone di ritorno, contro Lazio e Livorno; ciò nonostante le sue prestazioni non bastano a evitare all'Atalanta, a fine stagione, la retrocessione in cadetteria. Nell'estate seguente il giocatore ha intanto un primo approccio con la Juventus, suo futuro club, aggregandosi ai bianconeri per una tournée di amichevoli in Nordamerica.
Tornato a Bergamo, segna il primo gol della nuova stagione il 14 agosto, nella partita di Coppa Italia contro il Foligno. In campionato, il gol arriva all'ottava giornata, siglando la rete del primo vantaggio nella partita vinta 2-1 contro il Torino. In campo Padoin si dimostra una pedina insostituibile nello scacchiere nerazzurro; tuttavia nell'ultima giornata del girone di andata si procura una lesione al menisco che lo farà rimanere lontano dal campo per una quarantina di giorni. Ripresosi dall'infortunio, riprende il suo posto nel centrocampo orobico, andando anche a segno nell'incontro casalingo contro il Novara. Conclude la stagione con 35 presenze (34 in campionato e una in Coppa Italia) condite da tre reti, che contribuiscono alla vittoria del campionato cadetto da parte dell'Atalanta e al suo ritorno in massima serie.
La prima parte della stagione 2011-2012 è anche l'ultima spesa da Padoin a Bergamo: nonostante sia ormai tra i punti fermi della squadra oltreché indicato dall'ambiente come futuro capitano e bandiera, il giocatore sveste definitivamente la maglia nerazzurra nel gennaio 2012.

##### Juventus
Il 31 gennaio 2012, richiesto dal tecnico Antonio Conte che già l'aveva avuto ai suoi ordini a Bergamo, viene acquistato dalla Juventus per 5 milioni di euro. Esordisce con la maglia bianconera l'8 febbraio, nella gara di Coppa Italia vinta 2-1 sul terreno del Milan, nella quale dà il via all'azione che porta al primo gol di Martín Cáceres. Segna il suo primo gol con la nuova squadra il 17 marzo, nella trasferta sul campo della Fiorentina terminata 5-0 in favore dei bianconeri. Il 6 maggio, al termine della partita giocata contro il Cagliari e vinta 2-0 sul campo neutro di Trieste, grazie anche alla contemporanea vittoria dell'Inter contro i rivali del Milan, con una giornata d'anticipo conquista lo scudetto con la maglia bianconera, il primo della carriera per il giocatore. Pur facendo parte delle seconde linee, in breve Padoin si fa benvolere dai compagni e soprattutto dalla tifoseria juventina che, a fronte di umiltà, spirito di sacrificio e grinta sempre messi in campo, ne farà negli anni seguenti uno dei calciatori più amati dallo Stadium.
La stagione 2012-2013 inizia con la vittoria della Supercoppa italiana a Pechino, match che vede la Juventus battere per 4-2 il Napoli ai tempi supplementari. Il 12 febbraio 2013 fa il suo esordio in Champions League nella trasferta vittoriosa di Glasgow contro il Celtic (0-3), subentrando a Federico Peluso, anche lui esordiente. Il 5 maggio seguente, grazie al successo interno per 1-0 ai danni del Palermo, conquista con tre giornate d'anticipo il secondo campionato consecutivo. Ancora un 5 maggio, stavolta del 2014, durante la festa per il terzo scudetto consecutivo della Vecchia Signora, segna il gol-vittoria contro la sua ex squadra, l'Atalanta (1-0), dando così il suo contributo al raggiungimento dello storico record di punti (102) in campionato.
Il 22 novembre seguente, in Lazio-Juventus (0-3), riceve la sua prima espulsione in carriera per somma di gialli. Un mese dopo, si fa parare dal napoletano Rafael il rigore decisivo nella finale di Supercoppa italiana a Doha. La stagione 2014-2015 vede tuttavia il giocatore contribuire al double nazionale dei bianconeri, nel frattempo passati in mano a Massimiliano Allegri, raggiungendo inoltre il 6 giugno 2015 la finale di Champions League, persa a Berlino contro il Barcellona. Nella stagione seguente, l'8 agosto 2015 vince con la Juve la sua terza Supercoppa italiana, conquistata a Shanghai contro la Lazio, mentre il 17 aprile 2016 sigla il definitivo 4-0 nella sfida casalinga di campionato contro il Palermo, tornando al gol dopo quasi due anni. Il 25 dello stesso mese ottiene con la formazione torinese il quinto scudetto consecutivo della carriera: un successo che, nonostante il ruolo di gregario, ne fa definitivamente tra i punti fermi del plurivittorioso «zoccolo duro» juventino nella prima metà degli anni 2010.

##### Cagliari, Ascoli e ritiro
Dopo cinque anni a Torino, il 4 luglio 2016 il calciatore passa al Cagliari, neopromosso in Serie A, per 600 000 euro. Il successivo 2 ottobre, nella vittoria 2-1 al Sant'Elia contro il Crotone, realizza la sua prima rete in maglia rossoblù. Fin dal suo approdo in Sardegna si afferma immediatamente nell'undici titolare, contribuendo negli anni seguenti al raggiungimento di tre salvezze consecutive.
Nell'estate 2019 lascia da svincolato il club rossoblù e si accasa all'Ascoli, in Serie B. Dopo un campionato concluso con la salvezza, nell'ottobre 2020, a stagione iniziata, rescinde il suo contratto con il club marchigiano e nelle settimane seguenti ufficializza il suo ritiro dal calcio giocato.

#### Nazionale
Veste per la prima volta la maglia azzurra il 2 settembre 2002, con l'Italia under 19, nella partita persa contro la Turchia; con gli azzurrini disputa 9 partite e vince l'europeo di categoria del 2003 disputato in Liechtenstein. L'avventura in azzurro continua con l'Italia under 20 dove saranno 6 le presenze, suggellate da un gol. Fa poi il suo esordio nell'Italia under 21 il 15 agosto 2006, ed è parte della spedizione italiana all'europeo di categoria del 2007 organizzato nei Paesi Bassi.

### Allenatore
Il 22 luglio 2021 torna alla Juventus entrando nello staff dell'allenatore Massimiliano Allegri, già suo tecnico a Torino negli anni da calciatore, in qualità di collaboratore. Ricopre il ruolo per il successivo triennio. Frattanto, nel settembre del 2022 consegue a Coverciano il patentino UEFA A, mentre esattamente un anno dopo inizia il corso UEFA Pro.
Dalla stagione 2024-2025 passa a lavorare per il settore giovanile juventino, diventando il vice di Francesco Magnanelli sulla panchina della squadra under 20, militante nel Campionato Primavera 1. Il 14 luglio 2025 viene promosso nel ruolo di allenatore, subentrando allo stesso Magnanelli.

## Statistiche

### Presenze e reti nei club
Statistiche aggiornate al 2 ottobre 2020.
| Stagione        | Squadra         | Campionato      | Campionato | Campionato | Coppe nazionali | Coppe nazionali | Coppe nazionali | Coppe continentali | Coppe continentali | Coppe continentali | Altre coppe | Altre coppe | Altre coppe | Totale | Totale |
| Stagione        | Squadra         | Comp            | Pres       | Reti       | Comp            | Pres            | Reti            | Comp               | Pres               | Reti               | Comp        | Pres        | Reti        | Pres   | Reti   |
| --------------- | --------------- | --------------- | ---------- | ---------- | --------------- | --------------- | --------------- | ------------------ | ------------------ | ------------------ | ----------- | ----------- | ----------- | ------ | ------ |
| 2003-2004       | Vicenza         | B               | 23         | 1          | CI              | 1               | 0               | -                  | -                  | -                  | -           | -           | -           | 24     | 1      |
| 2004-2005       | Vicenza         | B               | 31+2       | 0          | CI              | 3               | 0               | -                  | -                  | -                  | -           | -           | -           | 36     | 0      |
| 2005-2006       | Vicenza         | B               | 35         | 1          | CI              | 0               | 0               | -                  | -                  | -                  | -           | -           | -           | 35     | 1      |
| 2006-2007       | Vicenza         | B               | 37         | 4          | CI              | 1               | 0               | -                  | -                  | -                  | -           | -           | -           | 38     | 4      |
| Totale Vicenza  | Totale Vicenza  | Totale Vicenza  | 128        | 6          |                 | 5               | 0               |                    | -                  | -                  |             | -           | -           | 133    | 6      |
| 2007-2008       | Atalanta        | A               | 31         | 3          | CI              | 1               | 1               | -                  | -                  | -                  | -           | -           | -           | 32     | 4      |
| 2008-2009       | Atalanta        | A               | 36         | 3          | CI              | 1               | 0               | -                  | -                  | -                  | -           | -           | -           | 37     | 3      |
| 2009-2010       | Atalanta        | A               | 36         | 2          | CI              | 1               | 0               | -                  | -                  | -                  | -           | -           | -           | 37     | 2      |
| 2010-2011       | Atalanta        | B               | 34         | 2          | CI              | 1               | 1               | -                  | -                  | -                  | -           | -           | -           | 35     | 3      |
| 2011-gen. 2012  | Atalanta        | A               | 19         | 0          | CI              | 1               | 0               | -                  | -                  | -                  | -           | -           | -           | 20     | 0      |
| Totale Atalanta | Totale Atalanta | Totale Atalanta | 156        | 10         |                 | 5               | 2               |                    | -                  | -                  |             | -           | -           | 161    | 12     |
| gen.-giu. 2012  | Juventus        | A               | 6          | 1          | CI              | 1               | 0               | -                  | -                  | -                  | -           | -           | -           | 7      | 1      |
| 2012-2013       | Juventus        | A               | 20         | 0          | CI              | 2               | 0               | UCL                | 3                  | 0                  | SI          | 1           | 0           | 26     | 0      |
| 2013-2014       | Juventus        | A               | 21         | 1          | CI              | 1               | 0               | UCL+UEL            | 1+2                | 0                  | SI          | 0           | 0           | 25     | 1      |
| 2014-2015       | Juventus        | A               | 25         | 0          | CI              | 5               | 0               | UCL                | 4                  | 0                  | SI          | 1           | 0           | 35     | 0      |
| 2015-2016       | Juventus        | A               | 12         | 1          | CI              | 2               | 0               | UCL                | 0                  | 0                  | SI          | 0           | 0           | 14     | 1      |
| Totale Juventus | Totale Juventus | Totale Juventus | 84         | 3          |                 | 11              | 0               |                    | 10                 | 0                  |             | 2           | 0           | 107    | 3      |
| 2016-2017       | Cagliari        | A               | 31         | 1          | CI              | 1               | 0               | -                  | -                  | -                  | -           | -           | -           | 32     | 1      |
| 2017-2018       | Cagliari        | A               | 37         | 1          | CI              | 0               | 0               | -                  | -                  | -                  | -           | -           | -           | 37     | 1      |
| 2018-2019       | Cagliari        | A               | 30         | 0          | CI              | 2               | 0               | -                  | -                  | -                  | -           | -           | -           | 32     | 0      |
| Totale Cagliari | Totale Cagliari | Totale Cagliari | 98         | 2          |                 | 3               | 0               |                    | -                  | -                  |             | -           | -           | 101    | 2      |
| 2019-2020       | Ascoli          | B               | 31         | 0          | CI              | 0               | 0               | -                  | -                  | -                  | -           | -           | -           | 31     | 0      |
| set.-ott. 2020  | Ascoli          | B               | 1          | 0          | CI              | 0               | 0               | -                  | -                  | -                  | -           | -           | -           | 1      | 0      |
| Totale Ascoli   | Totale Ascoli   | Totale Ascoli   | 32         | 0          |                 | 0               | 0               |                    | -                  | -                  |             | -           | -           | 32     | 0      |
| Totale carriera | Totale carriera | Totale carriera | 499        | 21         |                 | 24              | 2               |                    | 10                 | 0                  |             | 2           | 0           | 534    | 23     |

## Palmarès

### Club

#### Competizioni giovanili
- Coppa Italia Primavera: 1

Atalanta: 2002-2003

#### Competizioni nazionali
- Campionato italiano di Serie B: 1

Atalanta: 2010-2011
- Campionato italiano: 5

Juventus: 2011-2012, 2012-2013, 2013-2014, 2014-2015, 2015-2016
- Supercoppa italiana: 3

Juventus: 2012, 2013, 2015
- Coppa Italia: 2

Juventus: 2014-2015, 2015-2016

### Nazionale
- Campionato d'Europa Under-19: 1

Liechtenstein 2003